# Distretto di Simbal
Il distretto di Simbal  è uno degli undici distretti della provincia di Trujillo, in Perù. Si trova nella regione di La Libertad e si estende su una superficie di 390,55  chilometri quadrati.